# Carex bermudiana
Espèce
Classification phylogénétique
Statut de conservation UICN

 EN C2a(i); D : En danger
Carex bermudiana est une espèce de plantes du genre Carex et de la famille des Cyperaceae.